# بونا (مغنية)
كيم جي-يون (بالكورية: 김지연) (مواليد 19 أغسطس 1995)، والمعروفة باسمها المسرحي بونا، هي مغنية وممثلة كورية جنوبية وعضو في فرقة الفتيات الكورية الجنوبية كوميك جيرلز. ظهرت لأول مرة في التمثيل في دراما كي بي إس 2 "أفضل ضربة" في 2017، ومثلت بدور البطولة في دراما المراهقة فتيات الجيل 1979 لعام 2018.

## النشأة والتعليم
ولدت بونا في 19 أغسطس 1995 في منطقة دالسو، دايغو، كوريا الجنوبية. تخرجت من مدرسة دونغوك الثانوية للبنات.

### الحياة الشخصية
في 21 آبريل، ذكرت تقرير حصري أصدرته الوسيلة الإعلامية Sports Chosun تُزعم فيه ان كيهيون عضو فرقة مونستا إكس و بونا يتواعدان طوال الخمس سنوات الماضية.
قالت المصادر ايضًا أن الثنائي كأنا صديقين مقربين منذ أيامهما كمتدربين تحت وكالة ستارشيب إنترتينمنت وأن علاقتهما بدأت قبل 5 سنوات. أكدت المصادر أيضا أن الثنائي ذهبا مؤخرا في إجازة معا إلى جزيرة جيجو مع بعض الأصدقاء المقربين الآخرين.
لاحقًا في نفس التاريخ نفت ستارشيب إنترتينمنت خبر مواعدة الثنائي
وردا على التقرير السابق، علقت الوكالة قائلة «كيهيون وبونا هم مجرد زملاء من نفس الوكالة.  ليس صحيحًا أنهم تواعدوا لمدة خمس سنوات أو ذهبوا في رحلة معًا».

## المهنة

### قبل الترسيم
قبل انضمامها إلى ستارشيب إنترتينمنت، كانت بونا متدربة تحت كيوب إنترتينمنت وتدربت معهم لمدة ست سنوات قبل الانضمام إلى ستارشيب إنترتينمنت في عام 2015.

### 2016 إلى الوقت الحاضر: الظهور لأول مرة معكوميك جيرلزوالأنشطة المنفردة
تم الكشف عنها لتكون عضوة في فرقة Cosmic Girls في 15 ديسمبر 2015 وظهرت لأول مرة معهم في 25 فبراير 2016 مع أول ألبوم مصغر لهم Would You Like?  والأغنية "MoMoMo".
في عام 2017، ظهرت لأول مرة في التمثيل في دراما كي بي إس 2 (Hit the Top ) ومثلت كبطلة في الدراما المراهقة Girls Generation 1979 في 2018.

## الأعمال

### مسلسلات
| السنة     | العنوان                  | الدور       | ملاحظة                 | م.            |
| --------- | ------------------------ | ----------- | ---------------------- | ------------- |
| 2017      | Hit the Top              | دو هاي ري   | دور مساعد              | [ 7 ] [ 8 ]   |
| 2017      | Girls' Generation 1979   | لي جانغ هي  | دور رئيسي              | [ 9 ] [ 10 ]  |
| 2018      | راديو الرومانسية         | ديجي جاي    | دور الكاميو (الحلقة 3) | [ 11 ]        |
| 2018      | Your House Helper        | ام دايونغ   | دور رئيسي              | [ 12 ] [ 13 ] |
| 2020–2021 | قصة حب منزلية الصنع      | لي هاي ديون |                        | [ 14 ]        |
| 2022      | خمسة وعشرون وواحد وعشرون | كو يو ريم   |                        | [ 15 ] [ 16 ] |
| 2023      | محامي جوسون              | يون جو      |                        | [ 17 ]        |
| 2024      | لعبة الهرم               | سونغ سو جي  |                        | [ 18 ]        |
| 2025      | القصر المسكون            | يو-ري       |                        | [ 19 ]        |

### برامج تلفزيونية
| الاسم | عنوان                                         | عنوان الكوري | قناة البث | الدور              | Ref. |
| ----- | --------------------------------------------- | ------------ | --------- | ------------------ | ---- |
| 2018  | Law of the Jungle in Northern Mariana Islands | 정글의 법칙  | SBS       | عضوة في طاقم العمل |      |

## روابط خارجية
- بونا على موقع IMDb (الإنجليزية)
- بونا على موقع ميوزك برينز (الإنجليزية)
- بونا على موقع ديسكوغز (الإنجليزية)
- بونا على موقع قاعدة بيانات الفيلم (الإنجليزية)